# زالتسبورگ
زالتسبورگ (Salzburg) () چهارمین شهر بزرگ اتریش و مرکز ایالت زالتسبورگ در غرب اتریش است.
زالتسبورگ به‌دلیل قرارگیری دانشگاه زالتسبورگ، شهری دانشگاهی است و در دامنه کوه‌های آلپ قرار دارد. این شهر زادگاه ولفگانگ آمادئوس موتسارت است.
جشنواره موسیقی زالتسبورگ هرسال در این شهر برگزار می‌شود.
زالتسبورگ نامزد برگزاری المپیک‌های زمستانی ۲۰۱۰ و ۲۰۱۴ بود ولی برنده نشد.
صحنه‌هایی از فیلم آوای موسیقی در این شهر و اطراف آن تهیه شده و از این نظر گردشگرانی به این شهر می‌روند.
این شهر همچنین خاستگاه نوشیدنی انرژی‌زای ردبول است.

## موقعیت جغرافیایی
زالتسبورگ در کناره‌های رودخانه زالتساخ و مرزهای شمالی کوه‌های آلپ قرار دارد.
این شهر در ۱۵۰ کیلومتری شرق مونیخ، ۲۸۱ کیلومتری شمال غربی لیوبلیانا، اسلونی و ۳۰۰ کیلومتری غرب وین واقع شده‌است.

## تاریخچه
اولین اقامت در زالتسبورگ به حدود ۵ قرن ق. م به حدود دوره سلت‌ها برمی گردد.
این شهر در قرن ۱۴ میلادی از باواریا اعلام استقلال کرد.

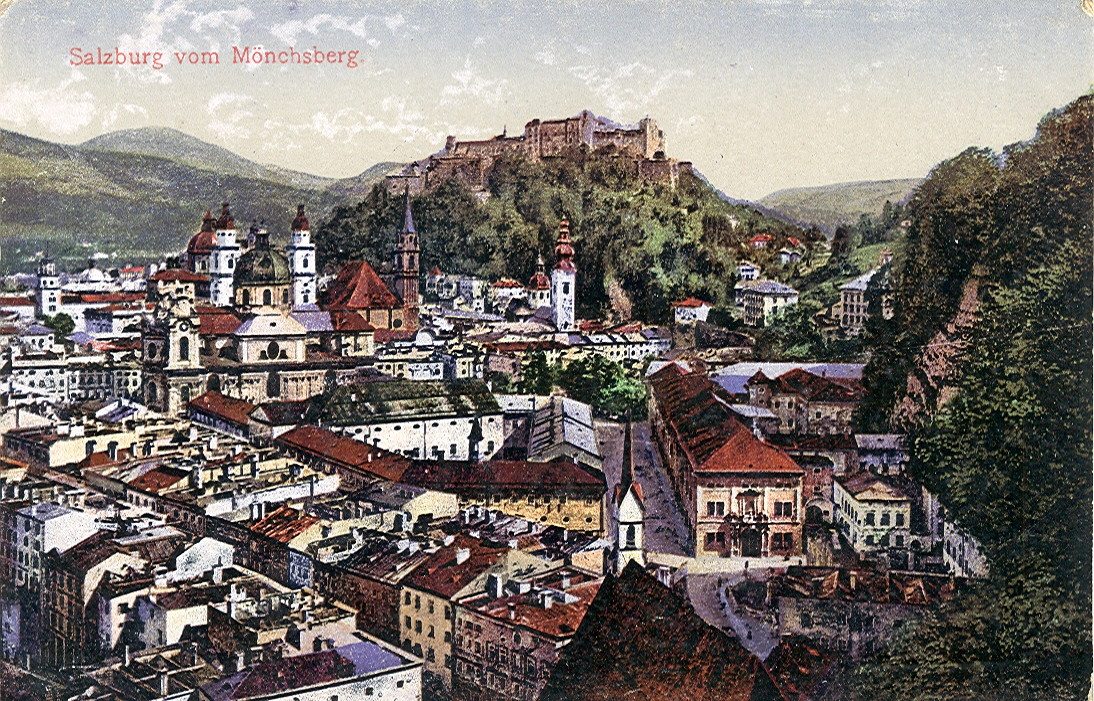
سالزبورگ در سال ۱۹۱۴

در سال ۱۹۱۸ پس از جنگ جهانی اول و فروپاشی امپراتوری اتریش-مجارستان بخش از آلمان-اتریش جدید شد و بخش آلمانی زبان آن موقع اتریش را نمایندگی می‌کرد. در سال ۱۹۱۹ و پس از معاهده ورسای جمهوری اول اتریش جایگزین آن شد.

## مشاهیر
- موتسارت
- کریستیان دوپلر
- هربرت فون کارایان
- استفان تسوایگ
- توماس برنهارد
- فلیکس باومگارتنر

## شهرهای خواهرخوانده سالزبورگ
- رنس، فرانسه، از سال ۱۹۶۴
- آتلانتا، ایالات متحده، از سال ۱۹۷۳
- ورونا، ایتالیا از سال ۱۹۷۳
- لیون، نیکاراگوئه، از سال ۱۹۸۴
- ویلنیوس، لیتوانی، از سال ۱۹۸۹
- درسدن، آلمان، از سال ۱۹۹۱
- کاوازاکی، ژاپن، از سال ۱۹۹۲
- مرانو، ایتالیا، از سال ۲۰۰۰
- شانگهای، چین، از سال ۲۰۰۴
- ساو ژواو دا مادیرا، پرتغال، از سال ۲۰۰۷

## نگارخانه

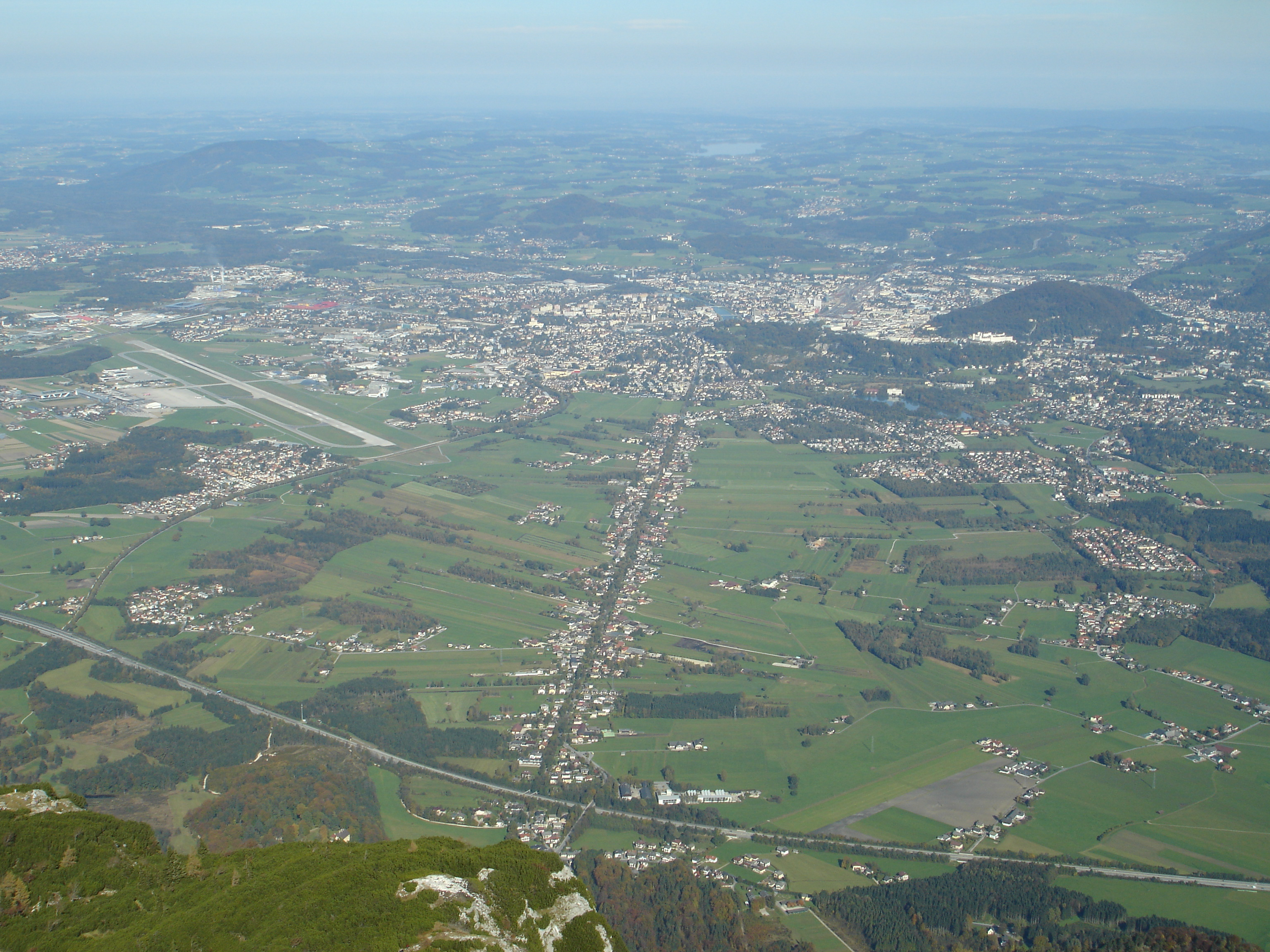
The Salzburg basin
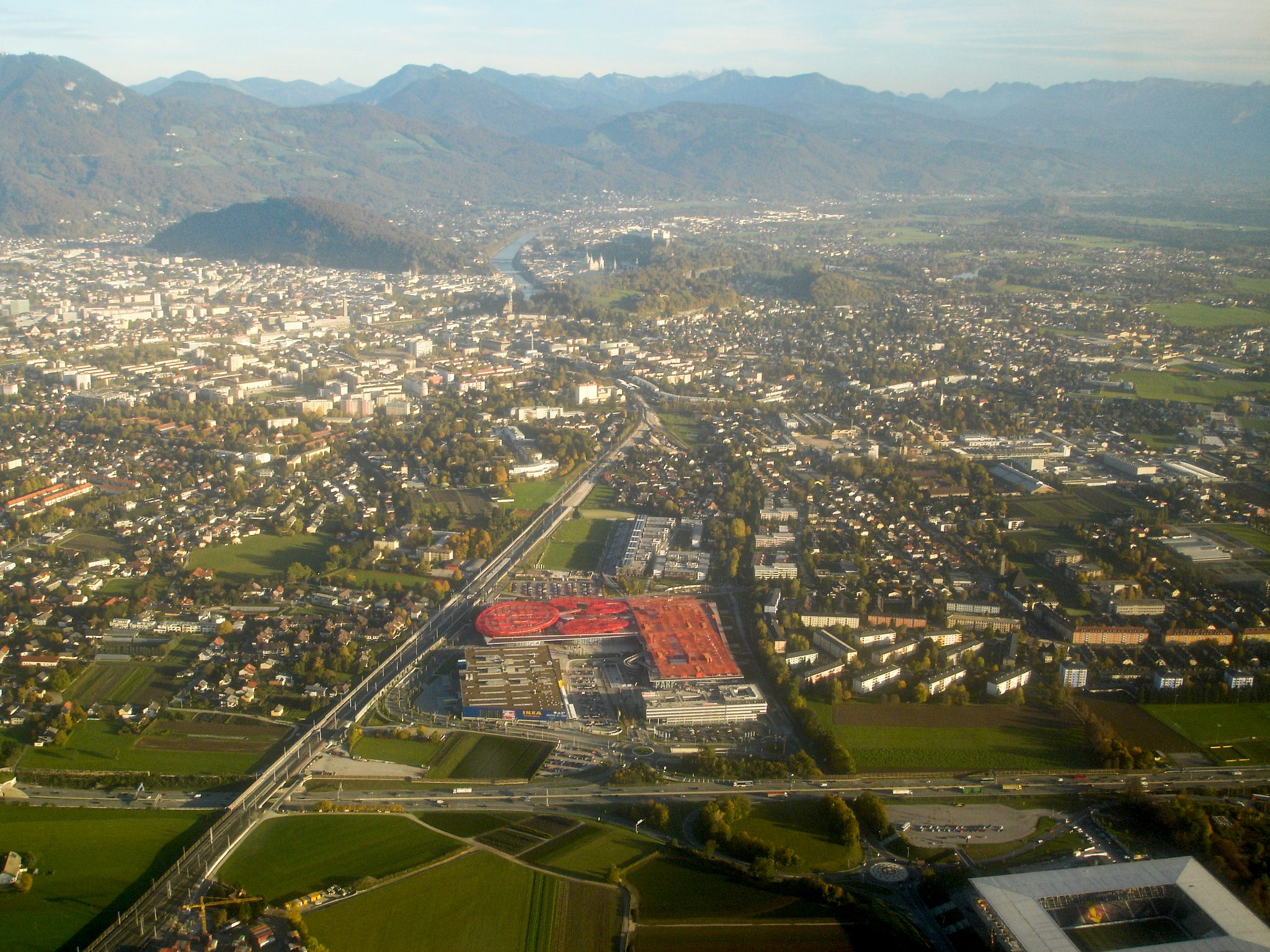
Salzburg seen on takeoff from Salzburg Airport
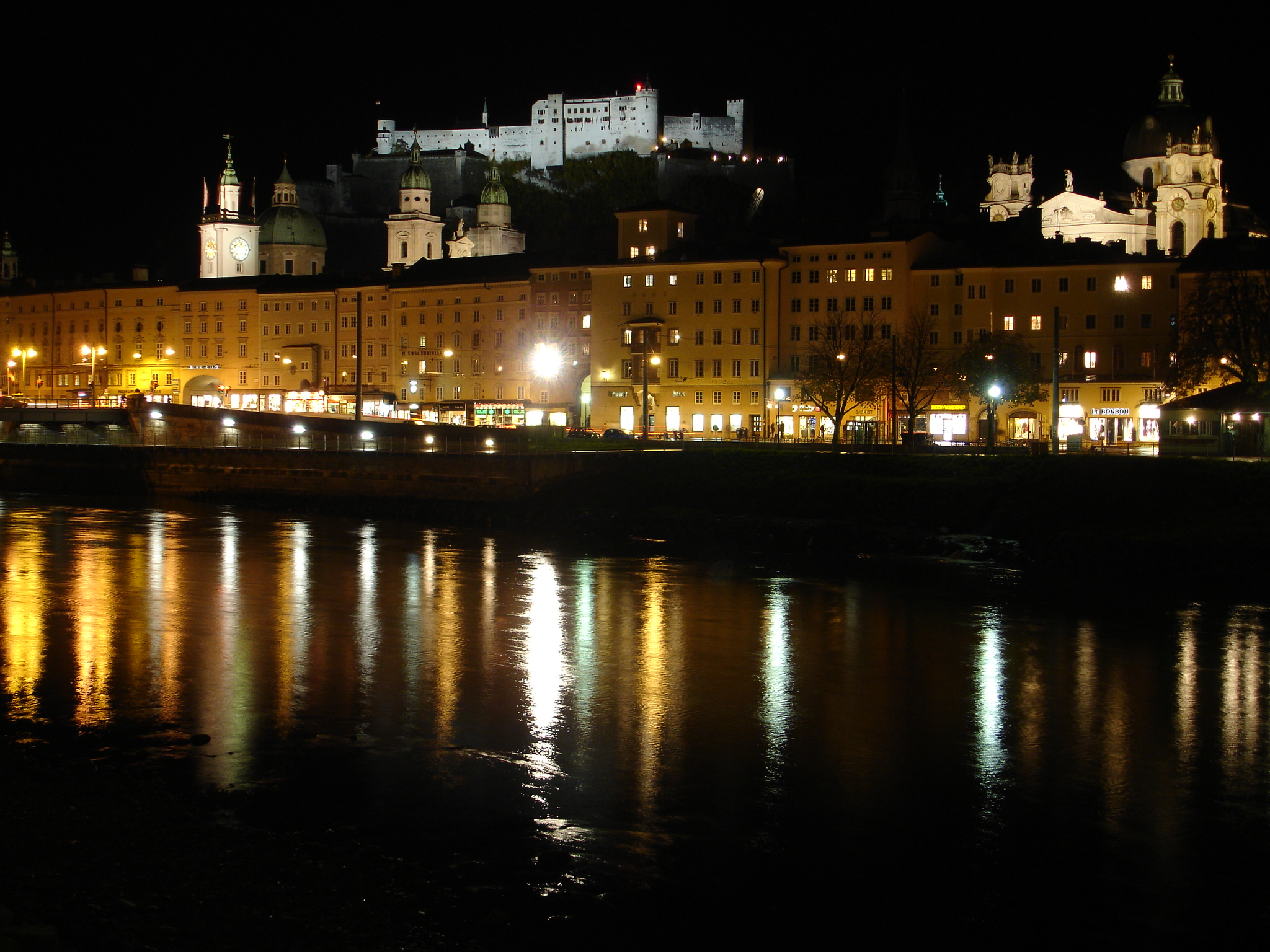
The fortress (background), Salzburg Cathedral (middle), River Salzach (foreground)
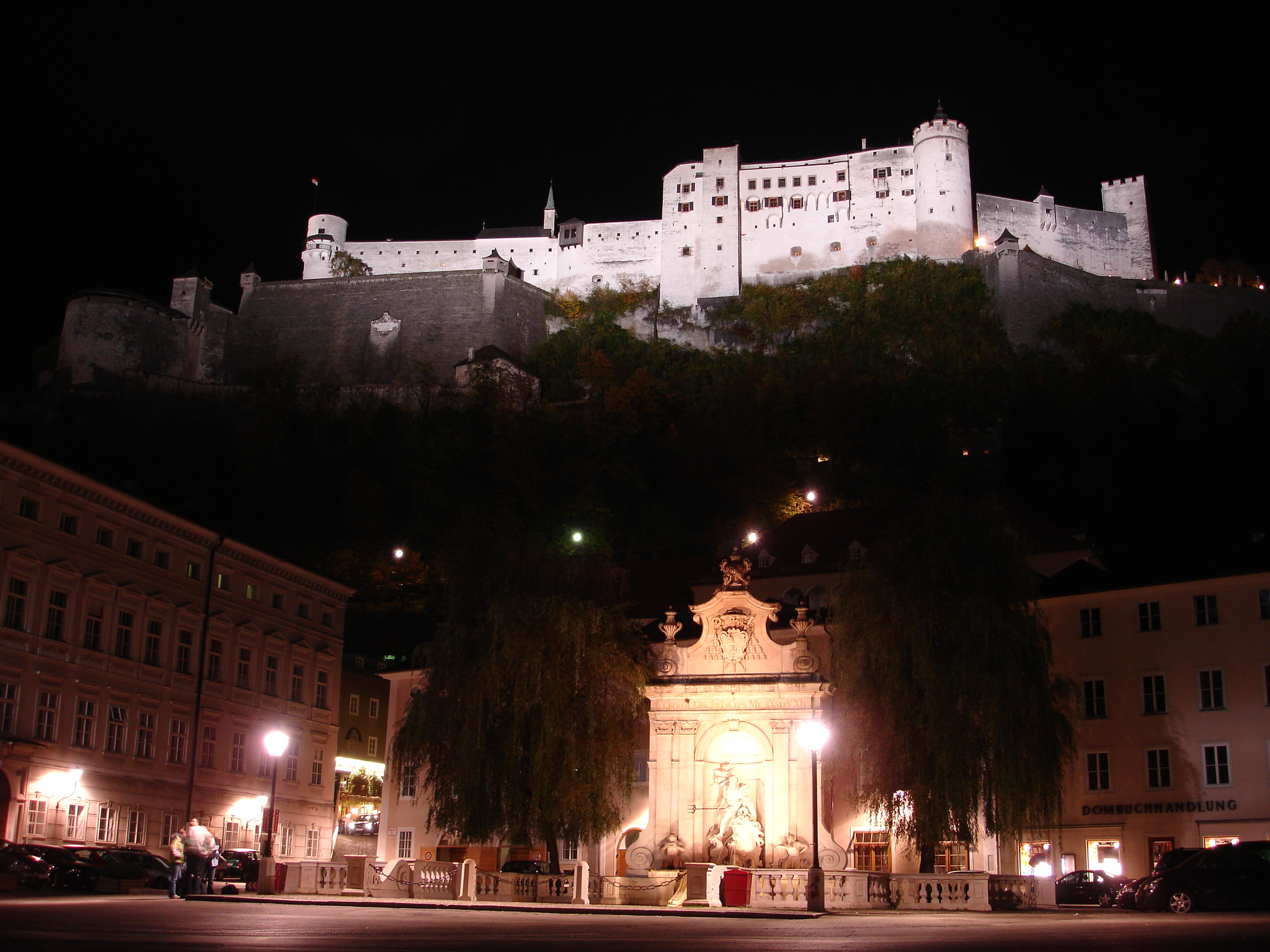
Festung Hohensalzburg (background), Kapitel Square with the "Pferdeschwemme", (foreground)
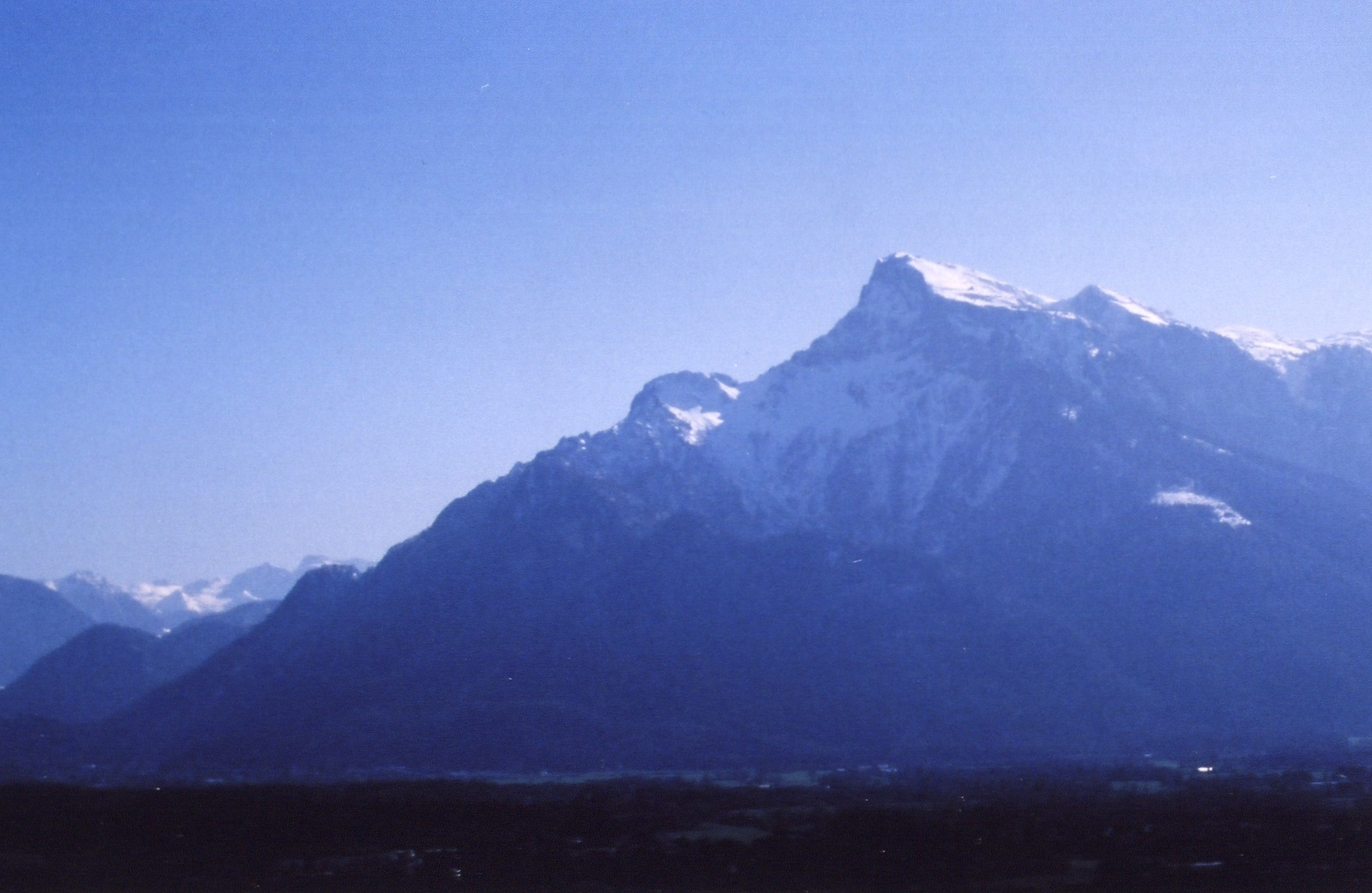
Untersberg mountain
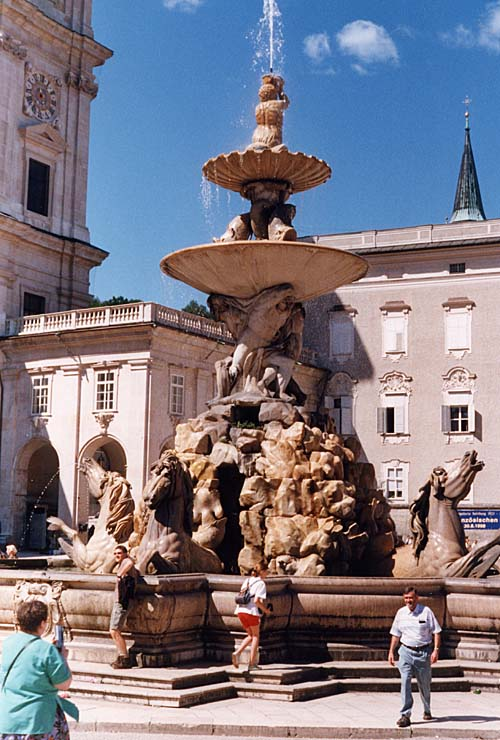
فواره in the Residenzplatz
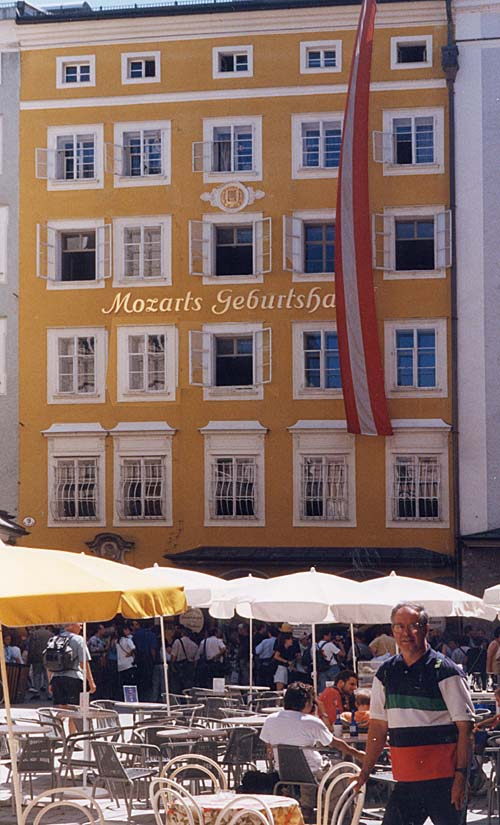
Mozart's birthplace